# Championnat III d'Europe féminin de hockey sur gazon 2021
Navigation
Édition précédente Édition suivante
Le Championnat III d'Europe féminin de hockey sur gazon 2021 est la neuvième édition du Championnat III d'Europe féminin de hockey sur gazon (ex-Challenge), le troisième niveau des championnats européens de hockey sur gazon masculin organisés par la Fédération européenne de hockey. Il se tiendra du 1er au 7 août 2021 à Lipovci, en Slovénie.

## Équipes qualifiées
Les nations participantes se sont qualifiées sur la base de leur classement final de la compétition 2019.
| Événement                     | Dates                    | Lieu    | Quotas | Qualifiés                |
| ----------------------------- | ------------------------ | ------- | ------ | ------------------------ |
| Pays hôte                     | NC                       | NC      | 1      | Slovénie                 |
| Championnat II d'Europe 2019  | 4 - 10 août 2019         | Glasgow | 2      | Ukraine Turquie          |
| Championnat III d'Europe 2019 | 28 juillet - 3 août 2019 | Lipovci | 3      | Suisse Croatie Slovaquie |
| Nouvelle entrée               | 26 mars 2020             | NC      | 1      | Portugal                 |

## Phase préliminaire

### Poule A
| Rang | Équipe   | J | V | N | P | BP | BC | Diff | Pts | Qualification |
| ---- | -------- | - | - | - | - | -- | -- | ---- | --- | ------------- |
| 1    | Ukraine  | 2 | 2 | 0 | 0 | 24 | 0  | +24  | 6   | Demi-finales  |
| 2    | Croatie  | 2 | 1 | 0 | 1 | 6  | 10 | -4   | 3   | Demi-finales  |
| 3    | Slovénie | 2 | 0 | 0 | 2 | 0  | 20 | -20  | 0   |               |

Source: FIH
En cas d'égalité de points de plusieurs équipes à l'issue des matchs de poule, les critères suivants sont appliqués dans l'ordre indiqué pour établir leur classement:
1. Points de chaque équipe,
2. Matchs gagnés,
3. Différence de buts,
4. Buts pour,
5. Plus grand nombre de points obtenus dans les matchs de poule disputés entre les équipes concernées,
6. Buts marqués en plein jeu.

1re journée
| Match 3           | (48) Slovénie | 0 - 14  | Ukraine (27) |                                            |                                            |
| 2 août 2021 12h30 |               | (0 - 6) | 3e, 7e, 24e, 36e, 55e Shevchenko · 23e Kernoz · 26e, 46e, 49e, 55e Leonova · 30e, 37e O. Kurovska · 45e Ponomarenko · 57e Honcharenko | Arbitrage : Manouk Bakker Thalia Bellemans | Arbitrage : Manouk Bakker Thalia Bellemans |
| 2 août 2021 12h30 | Rapport       |         | | Arbitrage : Manouk Bakker Thalia Bellemans | Arbitrage : Manouk Bakker Thalia Bellemans |

2e journée
| Match 6           | (27) Ukraine | 10 - 0  | Croatie (44) |                                            |                                            |
| 3 août 2021 17h00 | Shevchenko 1e, 28e, 45e · Voievoda 14e, 28e · Moroz 20e · Leonova 32e · Shokalenko 43e · A. Kurovska 47e · Rudychenko 60e | (5 - 0) |              | Arbitrage : Manouk Bakker Nadine Schuschel | Arbitrage : Manouk Bakker Nadine Schuschel |
| 3 août 2021 17h00 | Rapport |         |              | Arbitrage : Manouk Bakker Nadine Schuschel | Arbitrage : Manouk Bakker Nadine Schuschel |

3e journée
| Match 9           | (49) Slovénie | 0 - 6   | Croatie (47)                                                 |                                                   |                                                   |
| 4 août 2021 17h00 |               | (0 - 0) | 34e, 40e, 52e Hrupec · 34e Litvic · 44e Lagančić · 58e Nizek | Arbitrage : Lizelotte Wolter Yelizaveta Yakovenko | Arbitrage : Lizelotte Wolter Yelizaveta Yakovenko |
| 4 août 2021 17h00 | Rapport       |         |                                                              | Arbitrage : Lizelotte Wolter Yelizaveta Yakovenko | Arbitrage : Lizelotte Wolter Yelizaveta Yakovenko |

### Poule B
| Rang | Équipe    | J | V | N | P | BP | BC | Diff | Pts | Qualification |
| ---- | --------- | - | - | - | - | -- | -- | ---- | --- | ------------- |
| 1    | Suisse    | 3 | 3 | 0 | 0 | 11 | 2  | +9   | 9   | Demi-finales  |
| 2    | Turquie   | 3 | 2 | 0 | 1 | 17 | 3  | +14  | 6   | Demi-finales  |
| 3    | Portugal  | 3 | 1 | 0 | 2 | 6  | 8  | -2   | 3   |               |
| 4    | Slovaquie | 3 | 0 | 0 | 3 | 1  | 22 | -21  | 0   |               |

Source: FIH
En cas d'égalité de points de plusieurs équipes à l'issue des matchs de poule, les critères suivants sont appliqués dans l'ordre indiqué pour établir leur classement:
1. Points de chaque équipe,
2. Matchs gagnés,
3. Différence de buts,
4. Buts pour,
5. Plus grand nombre de points obtenus dans les matchs de poule disputés entre les équipes concernées,
6. Buts marqués en plein jeu.

1re journée
| Match 1             | (32) Turquie                                                                    | 9 - 0   | Slovaquie (50) |                                                  |                                                  |
| 1er août 2021 12h30 | Gültekin 7e, 23e, 26e, 40e, 58e · Kurt 12e · Paksoy 38e · Oymak 40e · Çelik 48e | (4 - 0) |                | Arbitrage : Pauline Cuypers Yelizaveta Yakovenko | Arbitrage : Pauline Cuypers Yelizaveta Yakovenko |
| 1er août 2021 12h30 | Rapport                                                                         |         |                | Arbitrage : Pauline Cuypers Yelizaveta Yakovenko | Arbitrage : Pauline Cuypers Yelizaveta Yakovenko |

| Match 2           | (44) Suisse   | 1 - 0   | Portugal (-) |                                         |                                         |
| 3 août 2021 14h45 | E. Trösch 25e | (1 - 0) |              | Arbitrage : Lizelotte Wolter Serap Kara | Arbitrage : Lizelotte Wolter Serap Kara |
| 3 août 2021 14h45 | Rapport       |         |              | Arbitrage : Lizelotte Wolter Serap Kara | Arbitrage : Lizelotte Wolter Serap Kara |

2e journée
| Match 4           | (54) Slovaquie | 1 - 6   | Portugal (77)                                       |                                           |                                           |
| 2 août 2021 14h45 | Vyskočová 43e  | (0 - 4) | 1e Fidalgo · 11e, 30e Bruce · 12e, 33e, 39e Ledesma | Arbitrage : Nadine Schuschel Fiona Davitt | Arbitrage : Nadine Schuschel Fiona Davitt |
| 2 août 2021 14h45 | Rapport        |         |                                                     | Arbitrage : Nadine Schuschel Fiona Davitt | Arbitrage : Nadine Schuschel Fiona Davitt |

| Match 5 | (32) Turquie     | 2 - 3   | Suisse (41)                             |                                              |                                              |
| 17h00   | Gültekin 4e, 40e | (1 - 2) | 12e Stomps · 16e E. Trösch · 56e Pöhler | Arbitrage : Lizelotte Wolter Pauline Cuypers | Arbitrage : Lizelotte Wolter Pauline Cuypers |
| 17h00   | Rapport          |         |                                         | Arbitrage : Lizelotte Wolter Pauline Cuypers | Arbitrage : Lizelotte Wolter Pauline Cuypers |

3e journée
| Match 7           | (33) Turquie                                             | 6 - 0   | Portugal (77) |                                              |                                              |
| 4 août 2021 12h30 | Gültekin 15e, 16e, 29e, 38e · Bahçivan 36e · Güzelal 55e | (3 - 0) |               | Arbitrage : Thalia Bellemans Pauline Cuypers | Arbitrage : Thalia Bellemans Pauline Cuypers |
| 4 août 2021 12h30 | Rapport                                                  |         |               | Arbitrage : Thalia Bellemans Pauline Cuypers | Arbitrage : Thalia Bellemans Pauline Cuypers |

| Match 8 | (39) Suisse                                                                              | 7 - 0   | Slovaquie (63) |                                     |                                     |
| 14h45   | T. Trösch 6e · Pöhler 32e · Thoma 39e · Zimmermann 42e, 43e · Heselhaus 46e · Stomps 48e | (1 - 0) |                | Arbitrage : Fiona Davitt Serap Kara | Arbitrage : Fiona Davitt Serap Kara |
| 14h45   | Rapport                                                                                  |         |                | Arbitrage : Fiona Davitt Serap Kara | Arbitrage : Fiona Davitt Serap Kara |

## Matchs pour la cinquième place
Les points obtenus au tour préliminaire contre l'autre équipe issue du même groupe seront conservés.
| Rang | Équipe    | J | V | N | P | BP | BC | Diff | Pts |
| ---- | --------- | - | - | - | - | -- | -- | ---- | --- |
| 1    | Portugal  | 2 | 2 | 0 | 0 | 12 | 1  | +11  | 6   |
| 2    | Slovaquie | 2 | 1 | 0 | 1 | 5  | 6  | -1   | 3   |
| 3    | Slovénie  | 2 | 0 | 0 | 2 | 0  | 10 | -10  | 0   |

Source: FIH
En cas d'égalité de points de plusieurs équipes à l'issue des matchs de poule, les critères suivants sont appliqués dans l'ordre indiqué pour établir leur classement:
1. Points de chaque équipe,
2. Matchs gagnés,
3. Différence de buts,
4. Buts pour,
5. Plus grand nombre de points obtenus dans les matchs de poule disputés entre les équipes concernées,
6. Buts marqués en plein jeu.

4e journée
| Match 10          | (54) Slovénie | 0 - 6   | Portugal (77)                                                                        |                                           |                                           |
| 6 août 2021 11h30 |               | (0 - 1) | 5e Sousa · 41e Fidalgo · 45e Ledesma · 48e Nunes · 55e I. Oliveira · 59e F. Oliveira | Arbitrage : Manouk Bakker Pauline Cuypers | Arbitrage : Manouk Bakker Pauline Cuypers |
| 6 août 2021 11h30 | Rapport       |         |                                                                                      | Arbitrage : Manouk Bakker Pauline Cuypers | Arbitrage : Manouk Bakker Pauline Cuypers |

5e journée
| Match 13          | (63) Slovénie | 0 - 4   | Slovaquie (69)                                           |                                                   |                                                   |
| 7 août 2021 10h15 |               | (0 - 3) | 2e Čapová · 22e Vyskočová · 30e Zavodska · 56e Fondrkova | Arbitrage : Thalia Bellemans Yelizaveta Yakovenko | Arbitrage : Thalia Bellemans Yelizaveta Yakovenko |
| 7 août 2021 10h15 | Rapport       |         |                                                          | Arbitrage : Thalia Bellemans Yelizaveta Yakovenko | Arbitrage : Thalia Bellemans Yelizaveta Yakovenko |

## Demi-finales pour la première place
|  | Demi-finales | Demi-finales |                        |   | Finale | Finale |
|  | Demi-finales | Demi-finales |                        |   | Finale | Finale |
|  |              |              |                        |   |        |        |
|  |              |              |                        |   |        |        |
|  |              |              |                        |   |        |        |
|  | Ukraine (27) | 3            |                        |   |        |        |
|  | Ukraine (27) | 3            |                        |   |        |        |
|  | Turquie (32) | 1            |                        |   |        |        |
|  | Turquie (32) | 1            | Ukraine (27)           | 2 |        |        |
|  |              |              | Ukraine (27)           | 2 |        |        |
|  |              | Suisse (34)  | 1                      |   |        |        |
|  | Suisse (36)  | Suisse (34)  | 1                      | 4 |        |        |
|  | Suisse (36)  |              |                        | 4 |        |        |
|  | Croatie (44) | 0            |                        |   |        |        |
|  | Croatie (44) | 0            | Match pour la 3e place |   |        |        |
|  |              |              |                        |   |        |        |
|  |              |              |                        |   |        |        |
|  |              |              |                        |   |        |        |
|  | Turquie (33) | 3            |                        |   |        |        |
|  | Turquie (33) | 3            |                        |   |        |        |
|  | Croatie (47) | 0            |                        |   |        |        |
|  | Croatie (47) | 0            |                        |   |        |        |

### Demi-finales
| Match 11          | (27) Ukraine                               | 3 - 1   | Turquie (32) |                                               |                                               |
| 6 août 2021 13h45 | Kernoz 15e · Leonova 32e · Ponomarenko 57e | (1 - 0) | 54e Taşkiran | Arbitrage : Lizelotte Wolter Nadine Schuschel | Arbitrage : Lizelotte Wolter Nadine Schuschel |
| 6 août 2021 13h45 | Rapport                                    |         |              | Arbitrage : Lizelotte Wolter Nadine Schuschel | Arbitrage : Lizelotte Wolter Nadine Schuschel |

| Match 12 | (36) Suisse                                            | 4 - 0   | Croatie (44) |                                         |                                         |
| 16h00    | Müller 19e · Stomps 45e · Zimmermann 48e · Zbinden 54e | (1 - 0) |              | Arbitrage : Thalia Bellemans Serap Kara | Arbitrage : Thalia Bellemans Serap Kara |
| 16h00    | Rapport                                                |         |              | Arbitrage : Thalia Bellemans Serap Kara | Arbitrage : Thalia Bellemans Serap Kara |

### Troisième et quatrième place
| Match 14          | (33) Turquie                 | 3 - 0   | Croatie (47) |                                        |                                        |
| 7 août 2021 12h45 | Gültekin 20e, 33e · Esen 22e | (2 - 0) |              | Arbitrage : Manouk Bakker Fiona Davitt | Arbitrage : Manouk Bakker Fiona Davitt |
| 7 août 2021 12h45 | Rapport                      |         |              | Arbitrage : Manouk Bakker Fiona Davitt | Arbitrage : Manouk Bakker Fiona Davitt |

### Finale
| Match 15          | (27) Ukraine               | 2 - 1   | Suisse (34) |                                               |                                               |
| 7 août 2021 15h00 | Kernoz 1e · Shevchenko 40e | (1 - 0) | 57e Thoma   | Arbitrage : Lizelotte Wolter Nadine Schuscher | Arbitrage : Lizelotte Wolter Nadine Schuscher |
| 7 août 2021 15h00 | Rapport                    |         |             | Arbitrage : Lizelotte Wolter Nadine Schuscher | Arbitrage : Lizelotte Wolter Nadine Schuscher |

## Classement final
| Rang               | Équipe    | J | V | N | P | BP | BC | Diff | Pts |
| ------------------ | --------- | - | - | - | - | -- | -- | ---- | --- |
| Médaille d'or      | Ukraine   | 4 | 4 | 0 | 0 | 29 | 2  | +27  | 12  |
| Médaille d'argent  | Suisse    | 5 | 4 | 0 | 1 | 16 | 4  | +12  | 12  |
| Médaille de bronze | Turquie   | 5 | 3 | 0 | 2 | 21 | 6  | +15  | 9   |
| 4                  | Croatie   | 4 | 1 | 0 | 3 | 6  | 17 | -11  | 3   |
| 5                  | Portugal  | 4 | 2 | 0 | 2 | 12 | 8  | +4   | 6   |
| 6                  | Slovaquie | 4 | 1 | 0 | 3 | 5  | 22 | -17  | 3   |
| 7                  | Slovénie  | 4 | 0 | 0 | 4 | 0  | 30 | -30  | 0   |